# Vakkenvuller

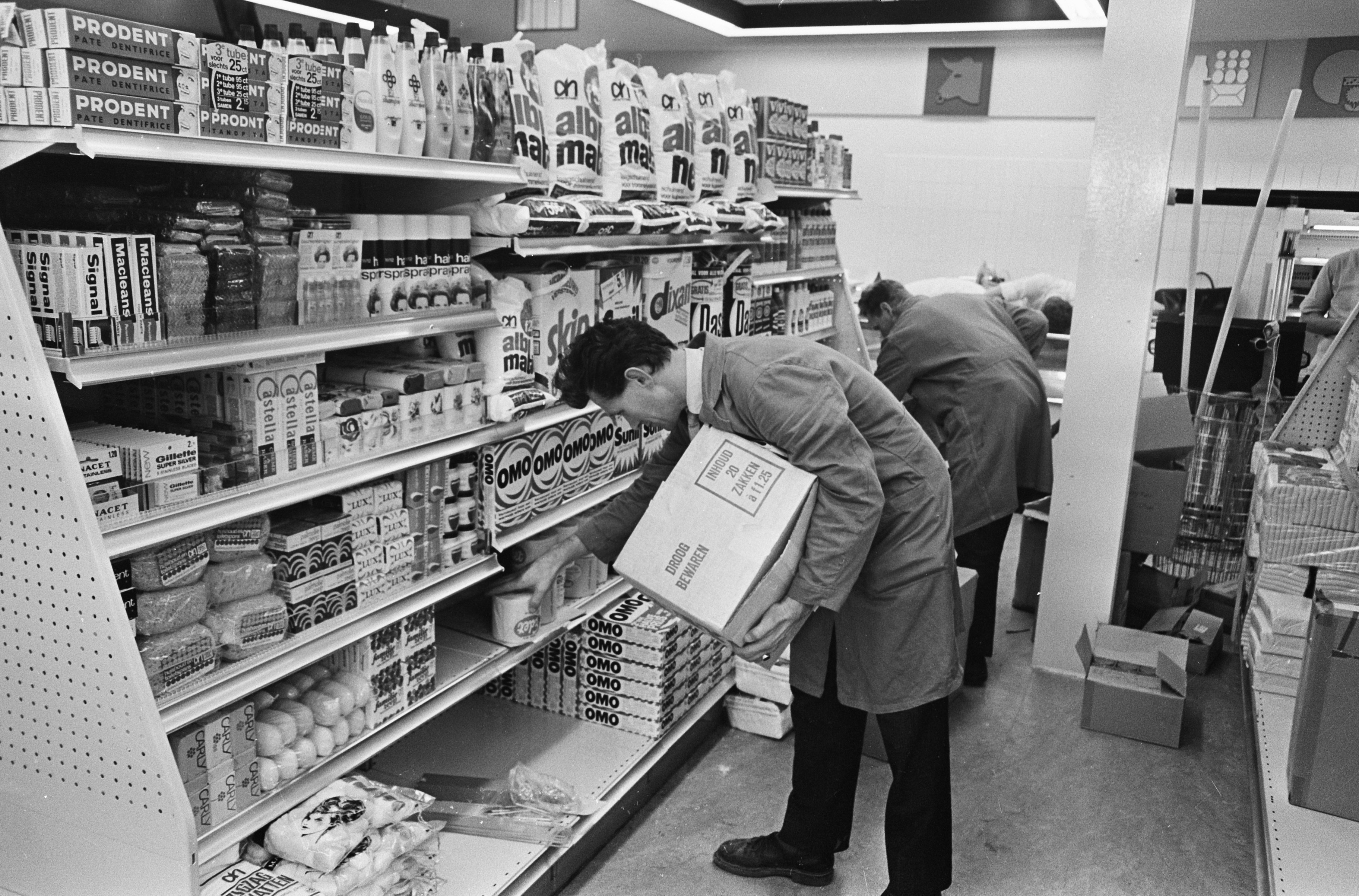
Vakkenvuller in 1967

Vakkenvuller is het beroep van vakkenvullen dat wordt beoefend in een supermarkt en sommige andere winkels. Tegenwoordig wordt het beroep in sommige supermarkten en winkels gewoon 'winkelmedewerker' of 'vulploegmedewerker' genoemd.
Men hanteert bepaalde regels waarbij men moet opletten hoe de vakken worden gevuld. Zo wordt bijvoorbeeld in een supermarkt de First-In-First-Out FIFO-formule gehanteerd. Dit houdt in dat bederfelijke producten zodanig worden aangevuld dat de producten die al langer in het schap staan als eerste worden verkocht. De op de verpakking aangegeven (THT-)datum is hierbij een goed hulpmiddel. Daarnaast wordt gelet op de merchandising (oorspronkelijk verkoopbevordering), waarbij er op wordt gelet dat de producten goed bereikbaar zijn voor de klant, het etiket naar de klant toe is gericht en dat de producten glad en netjes in de vakken staan. Dit wordt spiegelen genoemd. Nieuwe producten die niet meer in het vak passen worden apart gezet en "restanten" genoemd.
Vakkenvullers die tijdens openingstijden werken zijn vaak een aanspreekpunt voor klanten, bijvoorbeeld als een klant iets niet kan vinden of een vraag over een product heeft.
De supermarkten waar de jongeren werken profiteren vaak van de matige kennis van de vakkenvuller over het werk, waardoor de supermarkt ze bijvoorbeeld langer laat werken dan toegestaan is.

## Trivia
- In 2004 bestegen de vakkenvullers de hitparade met het nummer Vakkenvuller, geschreven door Alain Clark en gezongen door "Simon" (Hans Goes). Het was een parodie op het lied Fuck it (I don't want you back) van de Amerikaanse zanger Eamon.